# Foxilandia

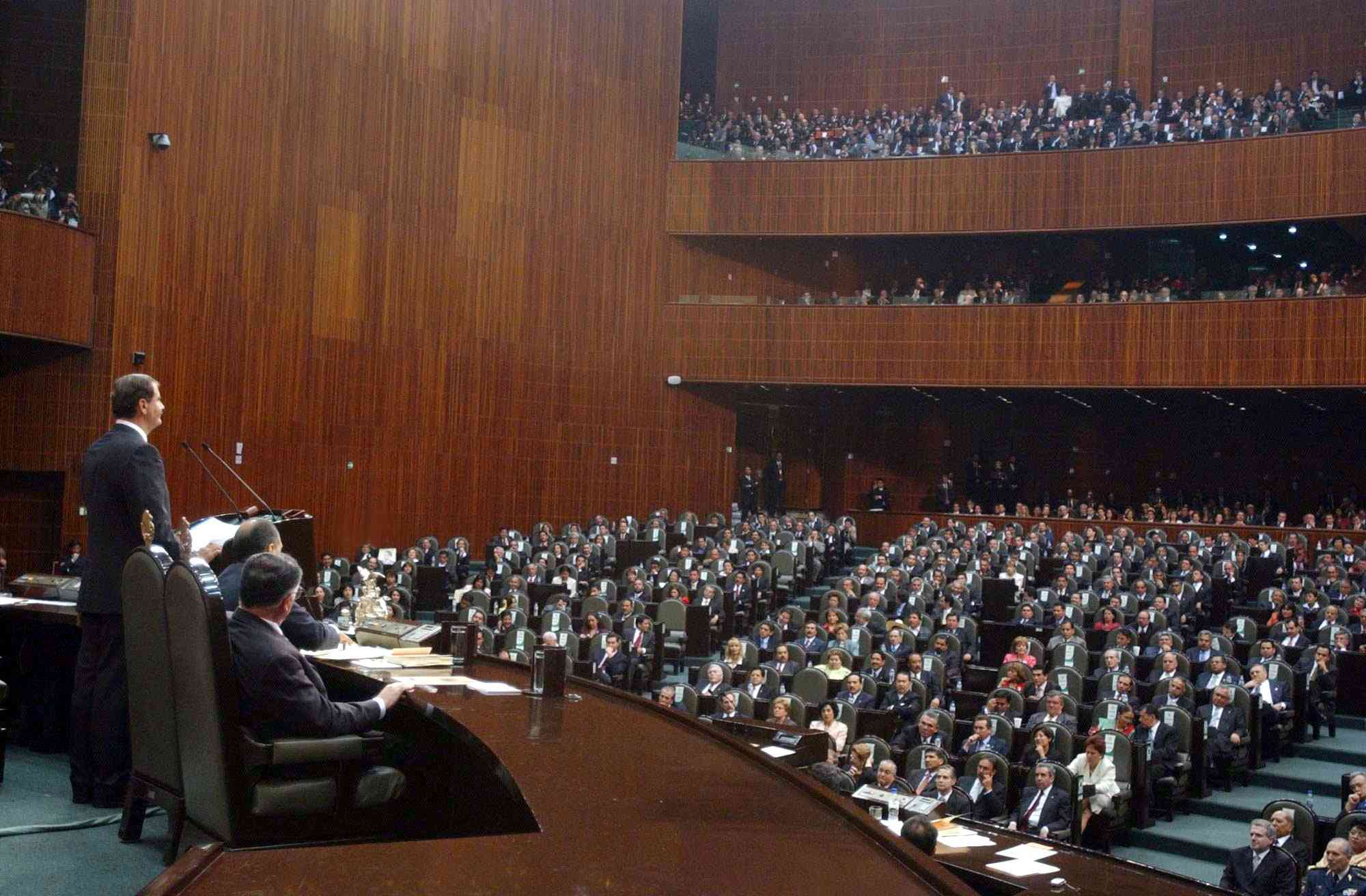
Fox tijdens zijn vierde informe del gobierno in 2004

Foxilandia is een satirische term gebruikt door tegenstanders van de president van Mexico Vicente Fox (2000-2006) om de periode van diens regering aan te duiden.
Het woord werd vooral gebruikt door linkse critici van Fox, die hem een gebrek aan realiteitszin en het niet nakomen van zijn verkiezingsbeloften verweten. De uitgang -landia heeft in het Mexicaans-Spaans vaak de bijklank van een fictief of sprookjesland (zoals 'Disneylandia'). Fox zou volgens zijn critici leven in een land dat anders is dan het werkelijke Mexico. Het woord werd eerst gebruikt tijdens de jaarlijkse toespraak van de president voor het Congres van de Unie op 1 september 2004. Afgevaardigde Margarita Martínez onderbrak Fox, vragende "of u me kunt meenemen naar Foxilandia, zodat ik het kan leren kennen", waarop Fox antwoordde: "Foxilandia is hier."
Het woord is opgepikt in verschillende media, in onder andere televisieprogramma's, kranten en zelfs Fox zelf heeft de term een keer laten vallen in een radioprogramma. De documentairemaker Carlos Mendoza Aupetit maakte in 2006 de televisieserie Aventuras en Foxilandia (Avonturen in Foxilandia), en in de laatste dagen van zijn regering onderhielden tegenstanders van Fox op het Plein van de Grondwet een 'museum van Foxilandia'.